# Râul Bichigiu
Râul Bichigiu este un curs de apă, afluent al râului Sălăuța. 